# Dolgozók Lapja (folyóirat, 1930–1931)
A Dolgozók Lapja Temesváron jelent meg 1930. március 6-tól 1931. június 24-ig. A kommunista irányítás alatt álló Városi és Falusi Dolgozók Blokkja helyi szervezetének volt a lapja; első 9 száma a Választási Újság címet viselte. Felelős szerkesztője Nagy Hugó, majd Pink József, végül Scheibel Rudolf. Főleg politikai kérdésekkel foglalkozott, mereven értelmezve az egységfront jelszavait. Irodalmi anyaga kevés. Egy "famunkás" első elbeszélése, munkás- és parasztfiatalok verskísérletei mellett közölte Térítő Pál álnéven Kahána Mózes verseit, novelláit, Gorkij és Tucholsky írásait.